# Consórcio
Consórcio é a reunião de pessoas naturais e jurídicas em grupo, com prazo de duração e número de cotas previamente determinados, promovida por administradora de consórcio, com a finalidade de propiciar a seus integrantes, de forma isonômica, a aquisição de bens ou serviços, por meio de autofinanciamento, segundo o art. 2º da Lei Federal 11.795/2008. 
Consórcio é uma palavra latina significando "parceria", associação ou sociedade, e deriva de Consors, "parceiro", formada por con-"junto" e sores "destino".
Consórcio é um termo que comporta várias definições. Incluindo acordos de consórcio em que acionistas de empresas independentes concordam em entregar o controle das suas ações em troca de certificados de consórcio que os autorizam a participar do lucro comum do dito consórcio. Os participantes de um consórcio são chamados "consorciados". Exemplos de consórcios são os W3C, Airbus (quando foi criado, em 1970) e, em alguns aspectos, o Observatório Europeu do Sul (ESO). Em Direito administrativo um consórcio é uma organização de direito público entre uma ou mais entidades públicas, da administração pública, e um ou mais indivíduos ou organizações de Direito Privado. Um consórcio também pode ser a associação de pessoas físicas e/ou jurídicas num grupo, patrocinado por uma empresa administradora, com o fim de proporcionar aos seus membros a aquisição de bens por meio de autofinanciamento.

## Consórcio para compra parcelada
Este consórcio é um sistema de compra parcelada e programada de um bem onde um grupo de participantes organizados por uma empresa administradora rateiam o valor do bem desejado pelo número de meses de parcelamento deste bem. Também é conhecido com uma reunião de pessoas físicas e/ou jurídicas, em grupo fechado, promovido por uma Empresa administradora, com a finalidade de propiciar aos seus integrantes a aquisição de bem ou conjunto de bens por meio de autofinanciamento.
De acordo com a periodicidade definida, o grupo financia a entrega de um número reduzido de bens para um conjunto reduzido de consorciados, chamada de contemplação, através de duas formas distintas: sorteio e lance. No sorteio, um dos consorciados é contemplado a partir de uma dinâmica que pode variar de acordo com cada administradora e é estabelecida em contrato. Algumas administradoras realizam os sorteios com globos giratórios, enquanto outras utilizam os resultados da extração da loteria federal entre os membros do grupo. O lance, consiste em fazer uma oferta de um valor, correspondente a um certo número de prestações a vencer, com o objetivo de determinar o momento da contemplação.
Caso o lance seja o maior, o consorciado ganha o direito de utilizar o crédito. O valor ofertado pelo consorciado só é pago se o lance for o vencedor, sendo a quantia abatida do saldo devedor, conforme condições estabelecidas no contrato. Em cada assembleia são contemplados 1 consorciado por sorteio  e no mínimo 1 por lance, dependendo da reserva do grupo em caixa. Cabe salientar que uma vez contemplado, seja por meio de sorteio ou por meio de lance, o consorciado não terá mais direito a novas contemplações dentro do mesmo grupo.

## Tipos de grupos
Os grupos formados de consorciados podem ser de dois tipos distintos:
- Grupo homogêneo. Quando todos os consorciados tem o interesse em bens do mesmo valor monetário, ou seja, todos os componentes do grupo estão interessados em uma moto da marca X e do modelo Y, por exemplo.
- Grupo misto. Quando os bens de interesse dos consorciados tem valores monetários diferenciados, ou seja, quando existem consorciados que estão contribuindo com o valor de uma moto da marca X e do modelo Y enquanto outros estão contribuindo com o valor de um carro da marca A e do modelo B, por exemplo.

Boa parte dos consórcios estão enquadrados no grupo misto. Neste tipo de formação, a administradora assume riscos em relação as contemplações caso não haja dinheiro suficiente no caixa do grupo para financiar os bens acordados. Contudo é importante salientar que os contratos entre os consorciados e as administradoras variam, mas todos os consórcios são regidos por normas expedidas pelo Banco Central que define o regulamento básico para formação de grupos de consórcio.
O consórcio, por ser baseado em autofinanciamento, acaba sendo uma oportunidade de compra de bem mais barata que financiamento em bancos ou outras instituições financeiras.

## Avaliação de consórcios
É importante que você atente para pontos importantes de avaliação nos mais diversos contratos existentes:
- As administradoras são obrigadas pelo Banco Central a iniciarem o grupo quando este estiver com fundo para pagar a maior carta de crédito do grupo por sorteio;
- As administradoras devem arcar com os prejuízos caso haja contemplações onde era sabido que não havia dinheiro suficiente em caixa para tal nos grupos;
- O consorciado tem direito a mudar o valor do bem desejado a qualquer momento e antes da sua contemplação;
- Como a administradora trata a inadimplência no grupo?
- Verifique o site do PROCON para saber se a sua administradora de consórcio está envolvida com reclamações de outros consorciados. Avalie estas reclamações e pense se ela merece o seu voto de confiança;
- Verifique no site do Banco Central se a administradora de seu interesse está relacionada como uma administradora idônea e sem problemas judiciais que a impeçam de atuar no ramo.
- Verifique junto a ABAC A Lei do consócio.

## Surgimento do consórcio no Brasil
Em 1962, surge no Brasil o consórcio para a aquisição de veículos, sendo constituído por funcionários do Banco do Brasil. Acompanhando o crescimento da indústria automobilística, o sistema foi se multiplicando com a denominação de "consórcio de veículos", através de entidades e/ou associações de classe. Após estes anos o sistema evoluiu muito, e hoje podemos adquirir cotas de consórcio de vários tipos de bens, tais como: motocicletas, imóveis, aparelhos eletrônicos, tratores, máquinas, automóveis, caminhões, etc.

## Taxas do consórcio
São basicamente 4 taxas que compõe as parcelas do consórcio: taxa de administração, fundo comum, fundo de reserva e seguro. Elas são aplicadas sempre sobre o valor total do bem ou do serviço que se espera adquirir quando for contemplado.

### Taxa de administração
A taxa de administração (TA) contempla a remuneração da administradora pela prestação de serviços ao formar e gerir o grupo. Ela varia de acordo com cada administradora, mas pode-se saber quanto é pago por mês (TAM) a partir do cálculo descrito abaixo, onde PP é igual ao prazo do plano:
{\displaystyle TA\div PP=TAM}
Em um grupo onde há taxa de administração de 16%, com prazo do plano de 80 meses, a taxa de administração paga por mês, utilizando a fórmula, é de 0,25%.
Para saber quanto é pago por mês em cada parcela (A), utiliza-se uma regra de três. Para exemplificar, utilizaremos um plano de consórcio em que o bem pretendido custa R$ 40.000.
{\displaystyle {\begin{matrix}40.000&100\\A&0,25\end{matrix}}}
Logo, são adicionados R$ 100,00 de taxa de administração à parcela.

### Fundo comum
É a maior parte da parcela e sua contribuição serve para criar um fundo que será usado para que os consorciados comprem o seu bem ou serviço pretendido, quando contemplados.
Geralmente para definir qual o valor de contribuição do Fundo Comum, deve-se prestar atenção ao que diz o contrato da administradora quanto ao percentual do bem ou serviço que será utilizado nesse cálculo, que pode variar de 0% a 100%. Esse percentual (PCT) é dividido pelo prazo do plano do consórcio (PP), que multiplicado ao valor total do bem ou serviço que se espera adquirir, compõe o valor do Fundo Comum mensal (FCM). Abaixo a fórmula:
{\displaystyle PCT\div PP=FCM}
Em um grupo onde o percentual em contrato é de 100%, com prazo do plano de 80 meses, o fundo comum ao mês, utilizando a fórmula, é de 1,25%.
Abaixo outro cálculo com regra de três para exemplificar a incidência do FC sobre um plano de consórcio em que o bem pretendido custa R$ 40.000.
{\displaystyle {\begin{matrix}40.000&100\\A&1,25\end{matrix}}}
Percebe-se que o valor total de fundo comum cobrado em cada parcela, neste caso, é de R$ 500,00.

### Fundo de reserva
Como o nome sugere, é criado um fundo para que possa suprir necessidades do grupo e seu bom funcionamento em casos adversos, como a inadimplência dos consorciados. É uma taxa que só é devida caso a administradora já tenha prescrito em contrato. No fim do grupo, caso ainda haja recursos no fundo de reserva, ele deve ser dividido proporcionalmente para cada consorciado.
Para calculá-lo, usamos o mesmo raciocínio adotado para o cálculo da taxa de administração.
{\displaystyle FR\div PP=FRM}
Em um grupo onde há fundo de reserva de 2%, com prazo do plano de 80 meses, a taxa de fundo de reserva ao mês, utilizando a fórmula, é de 0,025%.
Abaixo outro cálculo com regra de três para exemplificar a incidência do FR sobre um plano de consórcio em que o bem pretendido custa R$ 40.000.
{\displaystyle {\begin{matrix}40.000&10\\A&0,025\end{matrix}}}
O total de fundo de reserva cobrado por parcela será de R$ 10,00.

### Seguro
Pode haver pagamento de seguro dependendo do que estiver previsto no contrato da administradora. Existem vários tipos de seguro, mas os mais comuns são o seguro de desemprego, seguro de vida e seguro de quebra de garantia. 

Neste caso, ao somar todas as taxas do consórcio, em um plano com crédito de R$ 40 mil em um prazo de 80 meses, a parcela mensal seria de R$ 610,00 (TA + FC + FR). Os valores descritos acima são apenas hipotéticos com fins explicativos, cada administradora trabalha com taxas diferentes que devem ser conferidas nos contratos.